# Michel Crozier
Michel Crozier   (Sainte-Menehould, 6 de novembre de 1922 - 14è districte de París, 23 de maig de 2013) va ser un sociòleg i politòleg francès, un dels principals referents de la sociologia de les organitzacions. Les seves principals recerques tracten sobre la burocràcia i el canvi organitzacional. Es va graduar a l'HEC Paris.

## Obra publicada
- Nouveau regard sur la société française, Paris, Odile Jacob, 2007
- À quoi sert la sociologie des organisations ?, Paris, Arslan, 2000
- The Trouble with America: Why the Social System Is Breaking Down (Berkeley, CA: University of Califòrnia Press, 1984).
- Strategies for Change. Cambridge, DT.: MIT Press, 1982.
- Actors and Systems. Chicago: University of Chicago Press, 1980 (Amb Erhard Friedberg).
- The Crisis of Democracy: On the Governability of Democracies, Nova York University Press, 1975 (amb Samuel P. Huntington i Joji Watanuki / En castellà: La crisis de la democracia: Informe sobre la gobernabilidad de las democracias) a la comissió trilateral.
- Le Phénomène bureaucratique, Paris, Le Seuil, 1963 / (2010) The Bureaucratic Phenomenon (with a new introduction by Erhard Friedberg) (New Brunswick and London: Transactions Publishers, 2010). (Originally published: Chicago: University of Chicago Press, 1964)

### Altres
- "Organizations as Means and Constraints of Collective Action," a: Warner, M. (éd.). Organizational Choice and Constraint (London: Publishers of Grower Press, Saxon House, 1977).
- "The Boundaries of Business: the Changing Organization" a Harvard Business Review, July 1991, pàg. 138–140.
- "The relational Boundaries of Rationality" a: K.R. Monroe (Ed.), The Economic Approach to Politics: A Critical Reassessment of the Theory of Rational Action (Nova York, Harper Collins, 1991), pàg. 306–316.